# 新名優花
新名 優花（にいな ゆうか、2004年10月20日 - ）は、日本の女子バレーボール選手である。

## 来歴
宮崎県児湯郡新富町出身。
宮崎県立都城商業高等学校2年生時の2022年には一学年上の甲斐理香菜とともに第74回春高バレーに出場し、3年生ではキャプテンとしてインターハイに出場。
2023年1月、V.LEAGUE DIVISION1の岡山シーガルズ入団内定が発表された。
2024年11月16日、2024-25シーズン第6節のSAGA久光スプリングス戦がリーグ戦初のベンチ入りとなり、同日にリベロとして出場しSVリーグデビューを果たした。

## 所属チーム
- 新富町立上新田中学校（2017-2020年）
- 宮崎県立都城商業高等学校（2020-2023年）
- 岡山シーガルズ（2023年-）